# Jugoslovanska košarkarska reprezentanca
Jugoslovanska košarkarska reprezentanca je med letoma 1947 in 1991 nastopala na več Olimpijskih igrah, na katerih je osvojila eno zlato, tri srebrne in eno bronasto medaljo, Svetovnih prvenstvih, na katerih je osvojila tri zlate, tri srebrne in dve bronasti medalji ter Evropskih prvenstvih, na katerih je osvojila pet zlatih, pet srebrnih in tri bronaste medalje.

## Nastopi na velikih tekmovanjih
Evropsko prvenstvo 1947: rezultat - 13. izmed 14-ih reprezentanc
Nebojša Popović, Ladislav Demšar, Aleksandar Gec, Srđan Kalember, Mirko Marjanović, Zorko Cvetković, Božo Grkinić, Zlatko Kovačević, Aleksandar Milojković, Bozidar Muncan, Otone Olivieri, Tulio Roklicer, Miodrag Stefanović (trener: Stevica Colović)
Svetovno prvenstvo 1950: rezultat - 10. izmed 10-ih reprezentanc
Borislav Stanković, Nebojsa Popović, Ladislav Demšar, Aleksandar Gec, Srđan Kalember, Vilmos Loczi, Lajos Engler, Aleksandar Blašković, Mirko Amon, Dusan Radojcić, Milorad Sokolović, Milenko Novaković (trener: Nebojša Popović)
Evropsko prvenstvo 1953: rezultat - 6. izmed 17-ih reprezentanc
Borislav Stanković, Ladislav Demšar, Aleksandar Gec, Srđan Kalember, Vilmos Loczi, Lajos Engler, Aleksandar Blasković, Mirko Marjanović, Djordje Andrijasević, Milan Bjegojević, Borislav Curcić, Dragan Godzić, Borko Jovanović (trener: Nebojša Popović)
Svetovno prvenstvo 1954: rezultat - 11. izmed 12-ih reprezentanc
Vilmos Loczi, Lajos Engler, Aleksandar Blasković, Mirko Marjanović, Djordje Andrijasević, Milan Bjegojević, Borislav Curcić, Dragan Godzić, Bogdan Müller, Djordje Konjović, Milan Blagojević, Boris Kristančič (trener: Aca Nikolić)
 Evropsko prvenstvo 1955: rezultat - 8. izmed 18-ih reprezentanc
Ladislav Demsar, Vilmos Loczi, Aleksandar Blasković, Djordje Andrijasević, Milan Bjegojević, Borislav Curcić, Bogdan Müller, Djordje Konjović, Milutin Minja, Obren Popović, Joze Zupancić, Ljubomir Katić (trener: Aca Nikolić)
Evropsko prvenstvo 1957: rezultat - 6. izmed 16-ih reprezentanc
Ivo Daneu, Vilmos Loczi, Lajos Engler, Bogdan Müller, Boris Kristančič, Milutin Minja, Ljubomir Katić, Marjan Kandus, Miodrag Nikolić, Branko Radović, Matija Dermastija, Branko Miletić (trener: Aca Nikolić)
Evropsko prvenstvo 1959: rezultat - 9. izmed 17-ih reprezentanc
Radivoj Korać, Ivo Daneu, Slobodan Gordić, Boris Kristančič, Milutin Minja, Marjan Kandus, Miodrag Nikolić, Branko Radović, Matija Dermastija, Nemanja Đurić, Radovan Radović, Igor Jelnikar (trener: Aca Nikolić)
Olimpijske igre 1960: rezultat - 6. izmed 16-ih reprezentanc
Radivoj Korac, Ivo Daneu, Slobodan Gordić, Josip Djerdja, Boris Kristančič, Marjan Kandus, Miodrag Nikolić, Nemanja Djurić, Radovan Radović, Miha Lokar, Zvonko Petricević, Sreten Dragojlović (trener: Aca Nikolić)
Evropsko prvenstvo 1961: rezultat - 2. izmed 19-ih reprezentanc
Radivoj Korać, Ivo Daneu, Slobodan Gordić, Marjan Kandus, Miodrag Nikolić, Nemanja Djurić, Radovan Radović, Miha Lokar, Zvonko Petricević, Sreten Dragojlović, Vital Eiselt, Željko Troskot (trener: Aca Nikolić)
Evropsko prvenstvo 1963: rezultat - 3. izmed 16-ih reprezentanc
Radivoj Korać, Ivo Daneu, Slobodan Gordić, Trajko Rajković, Borut Bassin, Miodrag Nikolić, Nemanja Đurić, Zvonko Petricević, Dragoslav Ražnatović, Miloš Bojović, Živko Kasun, Emil Logar (trener: Aca Nikolić)
Svetovno prvenstvo 1963: rezultat - 2. izmed 13-ih reprezentanc
Radivoj Korać, Ivo Daneu, Josip Djerdja, Slobodan Gordić, Trajko Rajković, Miodrag Nikolić, Nemanja Djurić, Zvonko Petricević, Dragoslav Ražnatović, Vital Eiselt, Vladimir Cvetković, Dragan Kovacić (trener: Aca Nikolić)
Olimpijske igre 1964: rezultat - 7. izmed 16-ih reprezentanc
Radivoj Korać, Ivo Daneu, Josip Djerdja, Slobodan Gordić, Trajko Rajković, Miodrag Nikolić, Nemanja Đurić, Zvonko Petricević, Dragoslav Ražnatović, Vital Eiselt, Vladimir Cvetković, Dragan Kovacić (trener: Aca Nikolić)
Evropsko prvenstvo 1965: rezultat - 2. izmed 16-ih reprezentanc
Radivoj Korać, Ivo Daneu, Petar Skansi, Josip Djerdja, Slobodan Gordić, Trajko Rajković, Nemanja Djurić, Zvonko Petricević, Dragoslav Raznatović, Vital Eiselt, Dragan Kovacić, Milos Bojović (trener: Aca Nikolić)
Evropsko prvenstvo 1967: rezultat - 9. izmed 16-ih reprezentanc
Krešimir Cosić, Petar Skansi, Aljosa Zorga, Rato Tvrdić, Damir Solman, Borut Bassin, Ljubodrag Simonović, Dragoslav Ražnatović, Vladimir Cvetković, Dragan Kapičić, Zoran Marojević, Goran Brajković (trener: Ranko Žeravica)
Svetovno prvenstvo 1967: rezultat - 2. izmed 13-ih reprezentanc
Radivoj Korać, Krešimir Ćosić, Ivo Daneu, Josip Djerdja, Petar Skansi, Rato Tvrdić, Borut Bassin, Nemanja Djurić, Trajko Rajković, Dragoslav Ražnatović, Vladimir Cvetković, Dragan Kovacić (trener: Ranko Žeravica)
Olimpijske igre 1968: rezultat - 2. izmed 16-ih reprezentanc
Radivoj Korać, Krešimir Ćosić, Ivo Daneu, Petar Skansi, Nikola Plecas, Aljoša Žorga, Damir Šolman, Trajko Rajković, Dragoslav Ražnatović, Vladimir Cvetković, Dragutin Čermak, Zoran Marojević (trener: Ranko Žeravica)
Evropsko prvenstvo 1969: rezultat - 2. izmed 12-ih reprezentanc
Krešimir Ćosić, Ivo Daneu, Nikola Plećaš, Vinko Jelovac, Rato Tvrdić, Damir Šolman, Ljubodrag Simonović, Trajko Rajković, Dragutin Čermak, Dragan Kapičić, Vladimir Cvetković, Zoran Marojević (trener: Ranko Žeravica)
Svetovno prvenstvo 1970: rezultat - 1. izmed 13-ih reprezentanc
Krešimir Ćosić, Ivo Daneu, Petar Skansi, Nikola Plećaš, Vinko Jelovac, Aljoša Žorga, Rato Tvrdić, Damir Šolman, Ljubodrag Simonović, Trajko Rajković, Dragutin Čermak, Dragan Kapičić (trener: Ranko Žeravica)
Evropsko prvenstvo 1971: rezultat - 2. izmed 12-ih reprezentanc
Krešimir Ćosić, Nikola Plećaš, Vinko Jelovac, Aljoša Žorga, Ljubodrag Simonović, Dragutin Čermak, Borut Bassin, Dragan Kapičić, Blagoje Georgijevski, Žarko Knežević, Dragiša Vučinić, Davor Rukavina (trener: Ranko Žeravica)
Olimpijske igre 1972: rezultat - 5. izmed 16-ih reprezentanc
Krešimir Ćosić, Nikola Plećaš, Vinko Jelovac, Rato Tvrdić, Damir Šolman, Ljubodrag Simonović, Dragan Kapičić, Blagoje Georgijevski, Žarko Knežević, Dragutin Čermak, Miroljub Damnjanović, Milun Marović (trener: Ranko Žeravica)
Evropsko prvenstvo 1973: rezultat - 1. izmed 12-ih reprezentanc
Krešimir Cosić, Drazen Dalipagić, Dragan Kićanović, Nikola Plecas, Vinko Jelovac, Zoran Slavnić, Željko Jerkov, Rato Tvrdić, Damir Solman, Zarko Knezević, Milun Marović, Dragan Ivković (trener: Mirko Novosel)
Svetovno prvenstvo 1974: rezultat - 2. izmed 14-ih reprezentanc
Krešimir Cosić, Drazen Dalipagić, Dragan Kićanović, Nikola Plecas, Vinko Jelovac, Zoran Slavnić, Željko Jerkov, Rato Tvrdić, Damir Solman, Zarko Knezević, Dragan Kapicić, Milun Marović (trener: Mirko Novosel)
Evropsko prvenstvo 1975: rezultat - 1. izmed 12-ih reprezentanc
Krešimir Ćosić, Dražen Dalipagić, Mirza Delibašić, Dragan Kićanović, Nikola Plećaš, Vinko Jelovac, Zoran Slavnić, Željko Jerkov, Rato Tvrdić, Damir Šolman, Dragan Kapičić, Rajko Žižić (trener: Mirko Novosel)
Olimpijske igre 1976: rezultat - 2. izmed 12-ih reprezentanc
Krešimir Ćosić, Dražen Dalipagić, Mirza Delibašić, Dragan Kićanović, Vinko Jelovac, Zoran Slavnić, Željko Jerkov, Žarko Varajić, Damir Šolman, Andro Knego, Rajko Žižić, Blagoje Georgijevski (trener: Mirko Novosel)
Evropsko prvenstvo 1977: rezultat - 1. izmed 12-ih reprezentanc
Krešimir Ćosić, Dražen Dalipagić, Mirza Delibašić, Dragan Kićanović, Vinko Jelovac, Zoran Slavnić, Željko Jerkov, Žarko Varajić, Ratko Radovanović, Duje Krstulović, Ante Đogić, Josko Papić (trener: Aca Nikolić)
Svetovno prvenstvo 1978: rezultat - 1. izmed 14-ih reprezentanc
Krešimir Cosić, Dražen Dalipagić, Mirza Delibašić, Dragan Kićanović, Zoran Slavnić, Željko Jerkov, Andro Knego, Ratko Radovanović, Rajko Zizić, Duje Krstulović, Peter Vilfan, Branko Skroce (trener: Aca Nikolić)
Evropsko prvenstvo 1979: rezultat - 3. izmed 12-ih reprezentanc
Krešimir Ćosić, Dražen Dalipagić, Mirza Delibašić, Dragan Kićanović, Zoran Slavnić, Željko Jerkov, Zarko Varajić, Ratko Radovanović, Rajko Zizić, Duje Krstulović, Peter Vilfan, Mihovil Nakić (trener: Petar Skansi)
Olimpijske igre 1980: rezultat - 1. izmed 12-ih reprezentanc
Krešimir Ćosić, Dražen Dalipagić, Mirza Delibašić, Dragan Kićanović, Zoran Slavnić, Željko Jerkov, Andro Knego, Ratko Radovanović, Rajko Zizić, Duje Krstulović, Mihovil Nakić, Branko Skroce (trener: Ranko Žeravica)
Evropsko prvenstvo 1981: rezultat - 2. izmed 12-ih reprezentanc
Krešimir Ćosić, Dražen Dalipagić, Mirza Delibašić, Dragan Kićanović, Andro Knego, Ratko Radovanović, Peter Vilfan, Branko Skroce, Predrag Benaček, Boban Petrović, Željko Poljak, Petar Popović (trener: Bogdan Tanjević)
Svetovno prvenstvo: 1982 rezultat - 3. izmed 13-ih reprezentanc
Dražen Dalipagić, Mirza Delibašić, Dragan Kićanović, Željko Jerkov, Aco Petrović, Andro Knego, Ratko Radovanović, Peter Vilfan, Rajko Žižić, Boban Petrović, Zufer Avdija, Zoran Radović (trener: Ranko Žeravica)
Evropsko prvenstvo 1983: rezultat - 7. izmed 12-ih reprezentanc
Dražen Petrović, Krešimir Ćosić, Dražen Dalipagić, Dragan Kićanović, Zoran Slavnić, Ratko Radovanović, Peter Vilfan, Rajko Žižić, Ivan Sunara, Goran Grbović, Željko Poljak, Milenko Savović (trener: Josip Djerdja)
Olimpijske igre 1984: rezultat - 3. izmed 12-ih reprezentanc
Dražen Petrović, Aco Petrović, Dražen Dalipagić, Andro Knego, Ratko Radovanović, Rajko Zizić, Mihovil Nakić, Emir Mutapcić, Sabit Hadzić, Ivan Sunara, Nebojsa Zorkić, Branko Vukicević (trener: Mirko Novosel)
Evropsko prvenstvo 1985: rezultat - 7. izmed 12-ih reprezentanc
Dražen Petrović, Andro Knego, Zoran Čutura, Mihovil Nakić, Emir Mutapcić, Stojan Vranković, Ivan Sunara, Zoran Radović, Sven Ušić, Nebojša Zorkić, Boban Petrović, Borislav Vucević (trener: Krešimir Ćosić)
Svetovno prvenstvo 1986: rezultat - 3. izmed 24-ih reprezentanc
Dražen Petrović, Aco Petrović, Dražen Dalipagić, Vlade Divac, Stojan Vranković, Ratko Radovanović, Zoran Čutura, Emir Mutapcić, Danko Cvjetičanin, Franjo Arapović, Zoran Radović, Veljko Petranović (trener: Krešimir Ćosić)
Evropsko prvenstvo 1987: rezultat - 3. izmed 12-ih reprezentanc
Dražen Petrović, Aco Petrović, Vlade Divac, Toni Kukoč, Dino Rađa, Žarko Paspalj, Aleksandar Đorđević, Stojan Vranković, Ratko Radovanović, Danko Cvjetičanin, Zoran Radović, Goran Grbović (trener: Krešimir Ćosić)
Olimpijske igre 1988: rezultat - 2. izmed 12-ih reprezentanc
Dražen Petrović, Vlade Divac, Toni Kukoč, Dino Rađa, Žarko Paspalj, Stojan Vranković, Jure Zdovc, Zoran Čutura, Danko Cvjetičanin, Franjo Arapović, Željko Obradović, Zdravko Radulović (trener: Dušan Ivković)
Evropsko prvenstvo 1989: rezultat - 1. izmed 8-ih reprezentanc
Dražen Petrović, Vlade Divac, Toni Kukoč, Dino Rađa, Žarko Paspalj, Predrag Danilović, Stojan Vranković, Jure Zdovc, Zoran Čutura, Zdravko Radulović, Zoran Radović, Mario Primorac (trener: Dušan Ivković)
Svetovno prvenstvo 1990: rezultat - 1. izmed 16-ih reprezentanc
Dražen Petrović, Vlade Divac, Toni Kukoč, Žarko Paspalj, Zoran Savić, Velimir Perasović, Jure Zdovc, Zoran Čutura, Željko Obradović, Arijan Komazec, Radisav Ćurčić, Zoran Jovanović (trener: Dušan Ivković)
Evropsko prvenstvo 1991: rezultat - 1. izmed 8-ih reprezentanc
Vlade Divac, Toni Kukoč, Dino Radja, Žarko Paspalj, Zoran Savić, Predrag Danilović, Aleksandar Đorđević, Velimir Perasović, Jure Zdovc, Arijan Komazec, Zoran Sretenović, Zoran Jovanović (trener: Dušan Ivković)

## Slovenski košarkarji
| Št. n. | Košarkar          | Aktivnost |
| ------ | ----------------- | --------- |
| 240    | Vinko Jelovac     | 1968-1977 |
| 209    | Ivo Daneu         | 1956-1970 |
| 121    | Peter Vilfan      | 1977-1983 |
| 83     | Jure Zdovc        | 1986-1991 |
| 81     | Boris Kristančič  | 1951-1960 |
| 80     | Aljoša Žorga      | 1967-1971 |
| 64     | Marjan Kandus     | 1956-1961 |
| 63     | Borut Bassin      | 1963-1970 |
| 58     | Vital Eiselt      | 1961-1965 |
| 38     | Peter Marter      | 1970      |
| 37     | Emil Logar        | 1961-1963 |
| 36     | Bogdan Müller     | 1954-1957 |
| 34     | Jože Papič        | 1976-1977 |
| 29     | Miha Lokar        | 1960-1961 |
| 29     | Marko Gvardjančič | 1974      |
| 24     | Matija Dermastia  | 1957-1959 |
| 21     | Franci Volaj      | 1975      |
| 19     | Igor Jelnikar     | 1959      |
| 15     | Slavko Kotnik     | 1984      |
| 13     | Ivan Potočnik     | 1963      |
| 13     | Aleš Pipan        | 1978      |
| 13     | Žarko Đurišić     | 1982      |
| 12     | Jože Zupančič     | 1955      |
| 10     | Branko Čretnik    | 1959      |
| 7      | Darko Hočevar     | 1965      |
| 6      | Matjaž Tovornik   | 1983      |
| 5      | Karelj Kapelj     | 1959      |
| 4      | Mirko Amon        | 1950      |
| 4      | Metod Logar       | 1966      |
| 4      | Edvard Fabjan     | 1966      |
| 4      | Zlatko Šantelj    | 1983      |
| 3      | Jože Fišer        | 1970      |
| 3      | Teoman Alibegović | 1986      |
| 2      | Zoran Golc        | 1978      |
| 1      | Pavle Polanec     | 1974      |